# Белогузово (Нижегородская область)
Белогу́зово — деревня в Вачском районе Нижегородской области. Входит в состав Казаковского сельсовета.
Расположено в 2 км к югу от районного центра — Вачи.
В прошлом — деревня Белогузово Казаковского прихода Муромского уезда Владимирской губернии.
До 28 августа 2009 года находилась в составе Алтунинского сельсовета.

## Из истории
В окладных книгах за 1676 год в сведениях о составе Казаковского прихода сказано, что в деревне Белогузове 13 дворов крестьянских и 1 бобылский. В 1897 году в Белогузово всего было 75 дворов.
В 1840-х годах Белогузово входило в состав владений князя Сергея Григорьевича Голицына.

## Население
| 1859 | 1905 | 1926 | 1999 | 2002 | 2010 |
| ---- | ---- | ---- | ---- | ---- | ---- |
| 286  | ↗442 | ↗504 | ↘242 | ↘219 | ↘170 |